# Zastrupitev z digoksinom
Zastrupitev z digoksinom je zastrupitev, ki se pojavi pri preseženem odmerku digoksina (iz rastlin družine Digitalis), ki ga prejmemo akutno ali dolgotrajno oz. v daljšem časovnem obdobju. Klasične značilnosti zastrupitve z digoksinom so nespecifične: utrujenost, zamegljen vid, spremembe barvnega vida (npr. "rumena vizija"), slabost, bruhanje, driska, anoreksija, bolečine v trebuhu, glavobol, omotica, zmedenost, delirij. To je povezano tudi z značilnimi znaki srčne aritmije.

## Klasifikacija
Zastrupitev z digoksinom je lahko akutna ali kronična. Terapevtska raven za digoksin je 0.5-2 ng/ml. Zaradi nizke ravni kalija v serumu se poveča tveganje toksičnosti digoksina in srčne aritmije. Klasična aritmija je paroksizmalna atrijska tahikardija z blokado. Zastrupitev z digoksinom se pojavi, ker hitro pride do predoziranja. Povečan odmerek se pogosto pojavi, saj njegov terapevtski učinek deluje hitreje kot je pričakovano.

## Znaki in simptomi
Simptomi zastrupitve lahko vključujejo zaspanost, slabost in bruhanje, izgubo apetita (anoreksija), driska, motnje barvnega vida (rumeni ali zeleni sij okrog predmetov), zmedenost, omotico, vznemirjenost, in/ali depresije. Posledice na srcu lahko vključujejo spremembe v srčnem utripu in različne srčne aritmije. Hipokaliemija (znižanje serumske koncentracije kalija) je značilen znak za zastrupitev z digoksinom.

### EKG
Značilne spremembe pri EKG vključujejo bradikardijo (najpogostejši bistven znak nepravilnosti in zastrupitve) in podaljšan interval PR. Pospešeno nepravilno bitje srca ali dvosmerna ventrikularna tahikardija nakazujeta na zastrupitev z digoksinom, dokler ni dokazano drugače.

### Serumska koncentracija digoksina
Koncentracija v serumu v katerem je prisotnost digoksina od 0.5-0.9 ng/ml je bila povezana z zmanjšano umrljivostjo in hospitalizacijo v DIG (Digoksin Investigation Group). Pri srčni odpovedi je priporočljivo, da se koncentracija digoksina ohrani v približno tem območju.

## Zdravljenje
Primarno zdravljenje zastrupitve z digoksinom je zdravljenje z digoksin imunski Fab, ki je sestavljen iz fragmentov anti-digoksinovih  imunoglobulinov. Odmerek je odvisen od koncentracije serumskega digoksina in teže pacienta.
Druga zdravljenja, ki so še na voljo za zdravljenje življenjsko nevarne aritmije, dokler se ne pridobi digoksin imunskega Fab, so magnezij, fenitoin in lidokain. Atropin, lahko uporabimo tudi kateholamine (izoprenalina ali salbutamol) in začasni srčni spodbujevalec v primerih bradiaritmije.